# Simulium delatorrei
Simulium delatorrei är en tvåvingeart som beskrevs av Dalmat 1950. Simulium delatorrei ingår i släktet Simulium och familjen knott.
Artens utbredningsområde är Guatemala. Inga underarter finns listade i Catalogue of Life.